# The Trooper
The Trooper – singel brytyjskiej heavymetalowej grupy Iron Maiden. Promował płytę Piece of Mind.
Singel o tym samym tytule, promujący album Death on the Road zespół wydał także w 2005.
Tematem tytułowego utworu jest słynna szarża lekkiej brygady w czasie bitwy pod Bałakławą podczas wojny krymskiej. Podczas wykonywania „The Trooper” na koncertach Bruce Dickinson zazwyczaj wychodzi na scenę z flagą Wielkiej Brytanii. W trakcie festiwalu Rock in Rio w Rio de Janeiro (wydanego później na płycie Rock in Rio) przed odegraniem „The Trooper” Dickinson wyrecytował fragment wiersza Alfreda Tennysona „The Charge of the Light Brigade” powiązany bezpośrednio z treścią utworu.
„The Trooper” jest ceniona w szczególności za riff gitarowy i wokal Dickinsona.
„Cross-Eyed Mary” jest coverem utworu grupy Jethro Tull z ich albumu Aqualung.

## Lista utworów
1. „The Trooper” (Steve Harris) – 4:10
2. „Cross-Eyed Mary” (Ian Anderson) – 3:55

## Twórcy
- Bruce Dickinson – śpiew
- Dave Murray – gitara
- Adrian Smith – gitara, podkład wokalny
- Steve Harris – gitara basowa, podkład wokalny
- Nicko McBrain – perkusja